# Francisco de Acuña
Francisco de Acuña fue un escultor activo en Bogotá en el siglo XVII. Trabajó en la capilla del sagrario de la catedral de Bogotá, específicamente en el púlpito de dicha catedral y su tabernáculo que en la actualidad está destruido. Fue hermano del tallador Miguel de Acuña quien fue el autor del altar de la capilla del sagrario de la catedral de Bogotá que fue destruido en un terremoto en 1827.